# Beau Hoopman
Beau Hoopman, född den 1 oktober 1980 i Sheboygan, Wisconsin, är en amerikansk roddare.
Han tog OS-brons i åtta med styrman i samband med de olympiska roddtävlingarna 2008 i Peking.